# Pratt & Whitney R-1830 Twin Wasp
O Pratt & Whitney R-1830 Twin Wasp foi um motor radial de 14 cilindros amplamente utilizado dos anos de 1930 até o final dos anos de 1940. Produzido pela empresa estadunidense Pratt & Whitney ele foi um motor em duas linhas de 14 cilindros refrigerado a ar com disposição de 1830 polegadas cúbicas (cerca de 30.0 litros) e o diâmetro e o curso de seus cilindros possuíam ambos 140 mm (5,51 in). Um total de 173,618 motores foram produzidos, ele foi utilizado em dois dos mais produzidos aviões de todos os tempos, o bombardeiro quadrimotor Consolidated B-24 Liberator e o bimotor de transporte Douglas DC-3. Uma versão de diâmetro de cilindros aumentada foi produzida e denominada como Pratt & Whitney R-2000.

## Variantes
- R-1830-1: 800 hp (597 kW)
- R-1830-9: 850 hp (634 kW), 950 hp (708 kW)
- R-1830-11: 800 hp (597 kW)
- R-1830-13: 900 hp (671 kW), 950 hp (708 kW), 1,050 hp (783 kW)
- R-1830-17: 1,200 hp (895 kW)
- R-1830-21: 1,200 hp (895 kW)
- R-1830-25: 1,100 hp (820 kW)
- R-1830-33: 1,200 hp (895 kW)
- R-1830-35: 1,200 hp (895 kW) equipado com GE B-2 turbosupercharger
- R-1830-41: 1,200 hp (895 kW) equipado com GE B-2 turbosupercharger
- R-1830-43: 1,200 hp (895 kW)
- R-1830-45: 1,050 hp (783 kW)
- R-1830-49: 1,200 hp (895 kW)
- R-1830-64: 850 hp (634 kW), 900 hp (671 kW)
- R-1830-65: 1,200 hp (895 kW)
- R-1830-66: 1,000 hp (746 kW), 1,050 hp (783 kW), 1,200 hp (895 kW)
- R-1830-72: 1,050 hp (783 kW)
- R-1830-75: 1,350 hp (1,007 kW)
- R-1830-76: 1,200 hp (895 kW)
- R-1830-82: 1,200 hp (895 kW)
- R-1830-86: 1,200 hp (895 kW)
- R-1830-88: 1,200 hp (895 kW)
- R-1830-90: 1,200 hp (895 kW)
- R-1830-90-B: 1,200 hp (895 kW)
- R-1830-92: 1,200 hp (895 kW)
- R-1830-94: 1,350 hp (1,007 kW)
- R-1830-S1C3-G: 1,050 hp (783 kW), 1,200 hp (895 kW)
- R-1830-S3C4: 1,200 hp (895 kW)
- R-1830-S3C4-G: 1,200 hp (895 kW)
- R-1830-S6C3-G: 1,100 hp (820 kW)
- R-1830-SC-G: 900 hp (671 kW)
- R-1830-SC2-G: 900 hp (671 kW), 1,050 hp (783 kW)
- R-1830-SC3-G: 1,065 hp (749 kW) alguns motores produzidos na Suécia como STWC-3G pela SFA company para o sueco FFVS J 22, B 17 e B 18.

## Aplicações

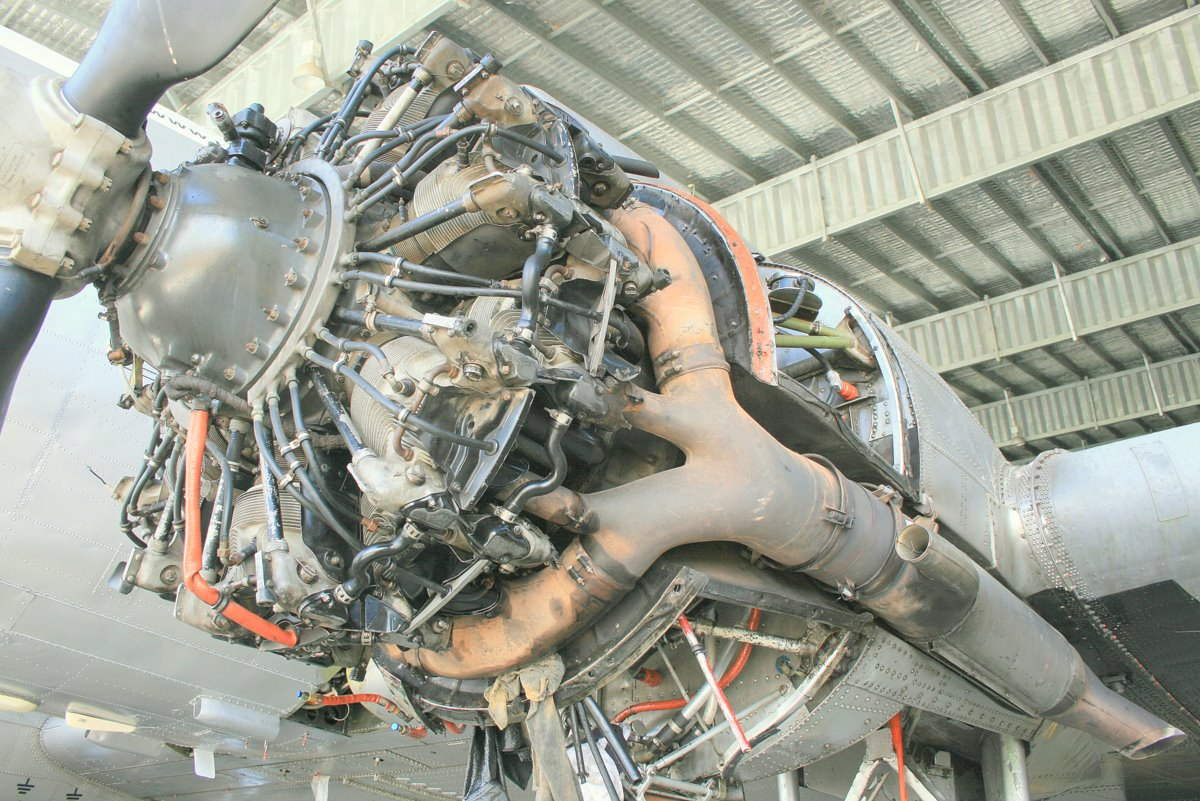
R-1830 montado na asa esquerda de um Douglas C-47.

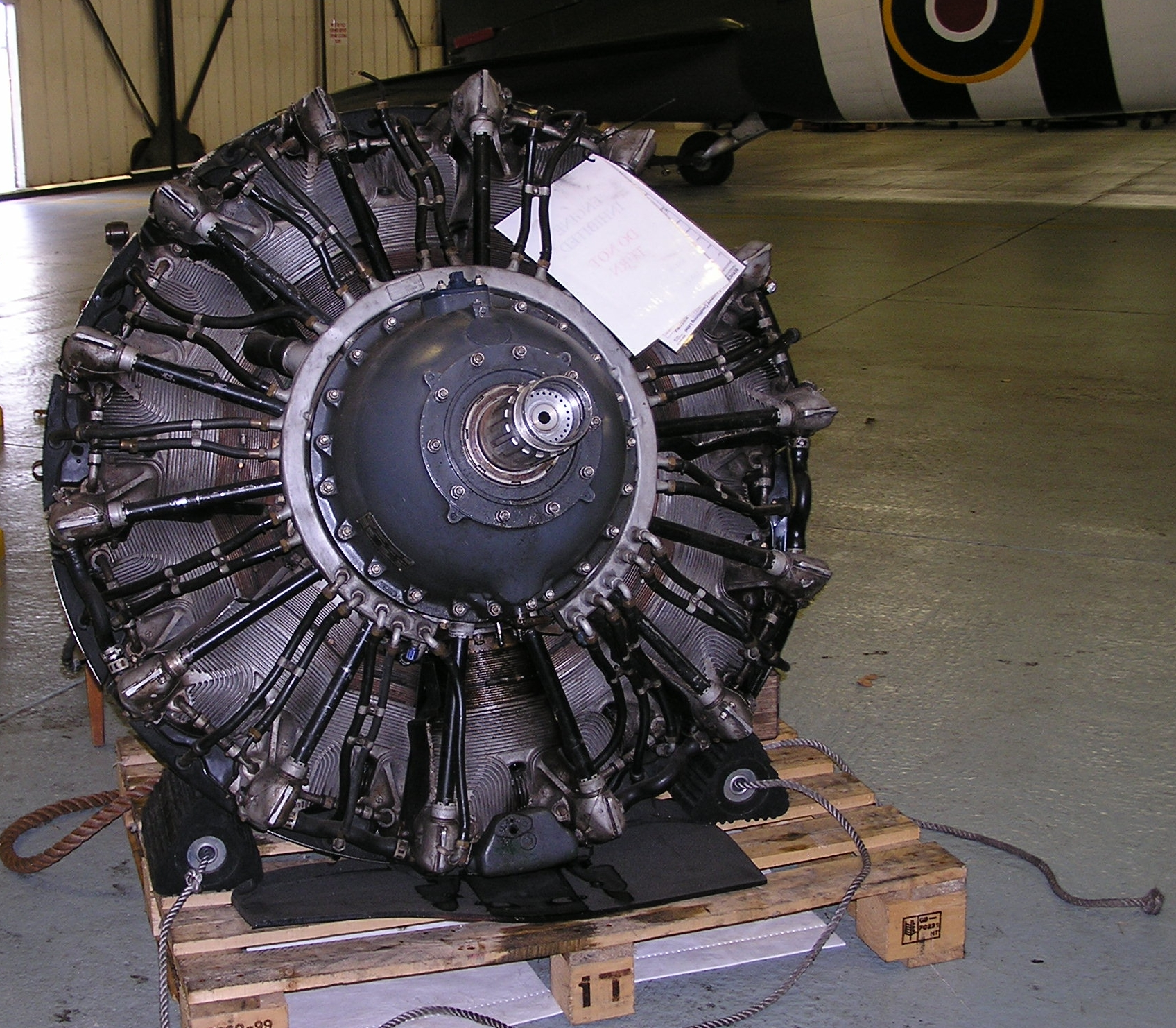
Twin Wasp fora de serviço de um Dakota (C-47) da RAF

- Bristol Beaufort (versão produzida na Austrália)
- Bloch MB.176
- Budd RB Conestoga
- Burnelli CBY-3
- CAC Boomerang
- CAC Woomera
- Consolidated B-24 Liberator
- Consolidated PBY Catalina
- Consolidated PB2Y Coronado
- Consolidated PB4Y Privateer
- Curtiss P-36 Hawk
- Douglas C-47 Skytrain
- Douglas DC-3
- Douglas DB-7 (somente nas versões iniciais)
- Douglas TBD Devastator
- FFVS J 22
- Grumman F4F Wildcat
- Laird-Turner Meteor LTR-14
- Lioré et Olivier LeO 453
- Lisunov Li-3 - Uma versão iugoslava do soviético Lisunov Li-2
- Martin Maryland
- Restaurado do avião Mitsubishi A6M "Zero"
- Republic P-43 Lancer
- Saab 17
- Saab 18
- Short Sunderland V
- Seversky P-35
- Vickers Wellington IV
- VL Myrsky
- Vultee P-66 Vanguard

## Motores em exposição

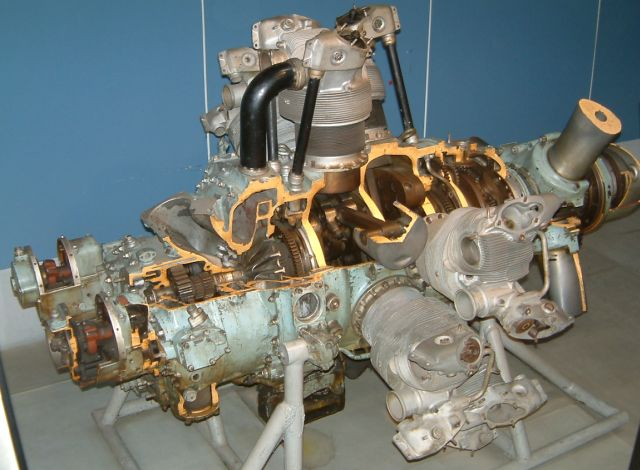
Um R-1830 "Twin Wasp" seccionado em exposição.

- Model R-1830-92 no Smithsonian Institution Museu do Ar e Espaço em Washington, D.C..[3]
- Model R-1830-86 no New England Air Museum no Aeroporto Internacional Bradley em Windsor Locks Connecticut.[4]
- Model R-1830 no Northeast Classic Car Museum em Norwich, Nova Iorque.
- Model R-1830 no Museu de Aviação Aviodrome nos Países Baixos.
- Model R-1830/65 no Museo Nacional de Aeronautica - Buenos Aires, Argentina.